# Pylos
Pylos (græsk: Πύλος), historisk også kendt som Navarino, er en by og en tidligere kommune i Messenien, Peloponnes, Grækenland. Siden kommunalreformen i 2011 har den været en del af kommunen Pylos-Nestoras, som den er administrationsby for, og en kommunal enhed i.  Den var hovedstaden i den tidligere Pylia-provinsen. Det er den vigtigste havn i Navarinobugten. Nærliggende landsbyer omfatter Gialova, Pyla, Elaiofyto, Schinolakka og Palaionero. Byen Pylos har 2.345 indbyggere, den kommunale enhed Pylos 5.287 (2011). Den kommunale enhed har et areal på 143,9 km2.
Pylos har været beboet siden bondestenalderen. Det var et betydningsfuldt kongerige i Mykensk Grækenland, med rester af det såkaldte "Nestors palads" udgravet i nærheden, opkaldt efter Nestor, kongen af Pylos i Homers Iliaden.